# Judith Pietersen
Judith Pietersen (ur. 3 lipca 1989 w Eibergen) – holenderska siatkarka, grająca na pozycji atakującej, reprezentantka kraju. Po zakończeniu sezonu 2018/2019 w drużynie Volley Millenium Brescia postanowiła zakończyć swoją siatkarską karierę.

## Sukcesy klubowe
Superpuchar Holandii:
- 2005, 2008, 2009, 2010

Puchar Top Teams:
- 2006

Puchar Holandii:
- 2009, 2010

Mistrzostwo Holandii:
- 2009, 2010
- 2006, 2007
- 2011

Mistrzostwo Niemiec:
- 2012, 2013

Mistrzostwo Polski:
- 2014

Mistrzostwo Włoch:
- 2017

## Sukcesy reprezentacyjne
Volley Masters Montreux:
- 2015

Mistrzostwa Europy:
- 2015

Grand Prix:
- 2016